# بیفروست (شهرک)
بیفروست (به لاتین: Bifröst) یک شهرک در ایسلند است که در وستورلاند واقع شده‌است. بیفروست ۲۵۱ نفر جمعیت دارد.